# 織田信為
織田 信為（おだ のぶため）は、江戸時代前期の大和国宇陀松山藩士。別名は津田信為。通称は又十郎、伊予守。

## 略歴
織田信雄の六男として誕生した。生母は津田氏。
津田姓を名乗る。元々は岩清水寺の住職であったという。寛文6年（1666年）10月9日死去。
長男の津田尚定、次男の津田（谷山）勝尚、三男の津田為重は、いずれも宇陀松山藩織田家に仕えた。